# 安居寺 (南砺市)
安居寺（あんごじ）は、富山県南砺市に所在する高野山真言宗の寺院である。

## 概要
縁談・受験・病気祈願・失せ物などに広くご利益があるとされている。一帯はとやま森林浴の森の指定も受けている安居寺公園として整備されており、桜の名所にもなっている他、展望台からは砺波平野の散居村を一望できる。また、西国三十三ケ所のミニ霊場もあり、観音菩薩像などの石像が立てられている。

## 沿革
養老2年（718年）にインドから渡来した善無畏三蔵により創建したと伝えられている。奈良時代に聖武天皇の勅願所として、行基が勅命を受けて壮大な伽藍を造営、ならびに御前立観音を彫ったとされている。
江戸時代には加賀藩前田家の祈願所となり、2代藩主前田利長により仁王門および観音堂が寄進され、その保護により寺観が整備された。
昭和29年（1954年）には、同年に開催された富山産業大博覧会の記念事業として「富山百選」に選定された。

## 文化財
観音堂
富山県有形文化財。間口7間（12.7ｍ）、奥行7間、単層、入母屋造り、桟瓦葺きで禅寺風の建物で、国指定の聖観音像立像を安置するための堂である（現在は、後の収蔵庫に保存されている）。慶長年間（1596年 - 1615年）、加賀藩の重臣岡島備中守の夫人月清大師の寄進によって建立されたが、明和3年（1766年）に再建された。昭和46年（1971年）11月18日指定・登録。
木造聖観音立像
国指定重要文化財。当寺の本尊で平安時代初期の製作翻波式の仏像としては富山県内で唯一。大正15年（1926年）4月19日指定・登録。
慶長四年在銘石燈籠
富山県有形文化財。庫裡の庭にある県内に現存する最古の年号をもつ石燈籠。慶長4年（1599年）に加賀藩の重臣岡嶋備中守一吉によって寄進されたもので、初めは観音堂の正面に据えられていたとされている。昭和49年（1974年）7月1日指定・登録。
木造見返阿弥陀如来立像
富山県有形文化財。室町時代の作。昭和49年（1974）7月1日指定・登録。
石造地蔵菩薩半跏像
富山県有形文化財。鎌倉時代中期から末期の作。昭和40年（1965年）1月1日指定・登録。
木造聖観世音菩薩立像
富山県有形文化財。昭和40年（1965年）1月1日指定・登録。
安居寺の絵馬
富山県有形文化財。観音堂に保存されており、いずれも桧材の板戸に金箔を押し、その上から墨で勇壮な馬を描いている。元和8年（1622年）に加賀藩主前田利常が夫人天徳院（珠姫）の安産を祈願するために奉納したとされる。寺伝では桃山時代の作で、狩野永徳、三楽師弟が描いたといわれている。もとは京都聚楽第の襖絵であったとの伝来も。昭和40年（1965年）1月1日指定・登録。
繋馬図絵馬、鰐口、古文書
南砺市文化財

## アクセス
- JR城端線福野駅より市営バスで安居寺前下車[9]
- E8北陸自動車道砺波インターチェンジより車で15分[9]